# Tryphon ussuriensis
Tryphon ussuriensis là một loài tò vò trong họ Ichneumonidae.